# سفارت غنا در واشینگتن
سفارت غنا در واشینگتن (به انگلیسی: Embassy of Ghana) یک سفارت در ایالات متحده آمریکا است که در واشینگتن، دی.سی. واقع شده‌است.